# أندريه بينتو
أندريه ألميدا بينتو (بالبرتغالية: André Almeida Pinto‏) هو لاعب كرة قدم برتغالي في مركز قلب الدفاع ولد في يوم 5 أكتوبر 1989 في مدينة فيلا نوفا دي غايا في البرتغال، وسبق له اللعب مع نادي باناثينايكوس في اليونان ونادي أولهانينسي ونادي بورتيمونينس ونادي فيتوريا سيتوبال و نادي سي دي سانتا كلارا ونادي بورتو وسبورتينغ براغا وسبورتينغ لشبونة ونادي الفتح السعودي ، كما لعب مع منتخب البرتغال لكرة القدم ويبلغ طوله 193.

## وصلات خارجية
- أندريه بينتو على موقع قاعدة بيانات كرة القدم.إي يو (الإنجليزية)
- أندريه بينتو على موقع ناشيونال فوتبول تيمز (الإنجليزية)
- أندريه بينتو على موقع Soccerway.com (الإنجليزية)
- أندريه بينتو على موقع عالم كرة القدم.نت (الإنجليزية)
- أندريه بينتو على موقع AS.com (الإسبانية)

- أندريه بينتو على موقع سوكر واي
- أندريه بينتو على موقع فوتبول بوز